# Битка при езерото Вадимо (310 пр.н.е.)
Битката при езерото Вадимо (Lake Vadimo) се провежда през 310 пр.н.е. между римляните и етруските.
През Втората самнитска война етруските са съюзени със самнитите против Рим и са опасност за северната част на римското владение. Стига се до битка на езерото Вадимо близо до Фалерии (в Италия). Римският консул Квинт Фабий Максим Рулиан и диктаторът Луций Папирий Курсор побеждават етруските. Етруският град Тарквинии сключва 40-години траещ мирен договор.
През 283 пр.н.е. на брега на езерото се провежда втора битка.